# 近世考古学
近世考古学（きんせいこうこがく）とは、有史考古学（ゆうしこうこがく）の一つで、いわゆる「近世」の遺跡・遺物を研究の対象とする考古学のことである。

## ヨーロッパの近世考古学
ヨーロッパでは、産業革命当時に建設された工場やダムなどの建造物の保存と、それらの遺跡を調査して当時の道具や装置の配置の復元などを行う、産業考古学 (industrial archaeology) を中心に発達してきた。

## アメリカの近世考古学
アメリカでは、北アメリカへの最初の移民船であるメイフラワー号が到着したプリマスでの初期における移民の村を発掘し、復元・保存している。

## 日本の近世考古学
日本では、都市の再開発に伴って江戸時代の遺跡調査が行われるようになり、発達してきた。具体的には、東京都増上寺の徳川将軍の墓地の調査や天明期の浅間山の大噴火によって埋もれた農村の発掘調査、近世陶磁器の窯跡の発掘などがある。
徳川幕府の歴代の将軍は、日光東照宮、上野寛永寺、芝増上寺などに墓所があるが、その墓は厳重に保存されるものだったため、遺体そのものの人類学的分析により、江戸時代の上流貴族の体質上の特色などが明らかになった。